# Lucie Derain
Lucie Derain, née Lucienne Dechorain le 16 janvier 1902 et morte le 7 mai 1977, est une critique de cinéma, écrivaine, réalisatrice, monteuse et scénariste française.

## Biographie
Lucie Derain est d'abord journaliste de cinéma : tout au long de sa carrière, elle collabore à de très nombreux titres, dont Cinémonde, Hebdo-Films, La semaine cinématographique, Le Quotidien, Cinémagazine, Pour vous, Ciné-Miroir, Photo-Ciné, La cinématographie française, La technique cinématographique, Ciné-Amateur, La vigie marocaine, et Le film français. Elle est rédactrice en chef de La cinématographie française en 1940, et du Film français entre 1945 et 1948.
Au cinéma, Lucie Derain commence en 1919 en montant des bandes d'actualité et en rédigeant des intertitres pour Van Goitsenhoven, Gaumont (1921) et Éclipse-Journal (1923).
En 1927, elle réalise avec Jean Tarride un court-métrage en 16 mm destiné à être projeté pendant la représentation de Désordre, une pièce d'avant-garde d'Yvan Goll. La même année, elle commence la réalisation d'un long-métrage, en 13 chapitres, Harmonies de Paris, destiné à la promotion de la Capitale. Le film est projeté en avant-première à Paris au théâtre du Vieux-Colombier le 5 décembre 1928 et le film sort en 1929.
Lucie Derain décède à Fontainebleau en 1977.

## Filmographie

### Réalisation
- 1927 : Désordre (en coll. avec Jean Tarride, film disparu), 16 mm
- 1928 : Harmonies de Paris[5]

### Scénario
- 1928 : Harmonies de Paris
- La Tour de vie et de mort

### Dialogues et intertitrage
- 1928 : Destin de femme (Should a Girl Marry ?)
- 1929 : Souris d'hôtel d'Adelqui Millar ;
- 1933 : Le Faubourg (Oкраина, The Patriots, The Outskirts)

### Ouvrages
- Derain, Lucie, Jean Murat, l'homme à qui rêvent toutes les Françaises, Paris, Nilsson, coll. « Leur vie romanesque », 1932
- Derain, Lucie (ill. Jacques Ernotte), Carrousel de nuit, Paris, Éditions de la Nouvelle France, coll. « Chamois », 1946, 264 p. (lire en ligne)
- Derain, Lucie, Brûlador, Paris, del Duca, coll. « Amours et aventures », 1957, 247 p. (lire en ligne)
- Derain, Lucie, L'homme démaquillé, Paris, A. Fayard, 1959, 336 p.

### Novélisations
- Derain, Lucie, Le Président ou la Mésalliance de la comtesse, roman abondamment illustré par les photographies du film Universal, Paris, Jules Tallandier, coll. « Cinéma-Bibliothèque » (no 236), 1929, 95 p.
- Derain, Lucie, Ris donc, Paillasse (Amours de clown). Roman abondamment illustré par les photographies du film Metro-Goldwinn, Paris, Jules Tallandier, coll. « Cinéma-Bibliothèque » (no 274), 1929
- Derain, Lucie, Sa vie m'appartient. Nombreux hors-texte d'après les photographies du film de la Fox-Film, Paris, Jules Tallandier, coll. « Cinéma-Bibliothèque » (no 369), 1931
- Derain, Lucie, La vie en rose : roman, nombreux hors-textes, d'après les photographies du film de la Société Fox-Film, Paris, J. Tallandier, coll. « Cinéma-Bibliothèque » (no 422), 1931
- Derain, Lucie, L'Aventurière de Biarritz. Roman illustré de nombreuses photographies du film édité par Loca-Film, Paris, Jules Tallandier, coll. « Cinéma-Bibliothèque » (no 514), 1932, 96 p.
- Derain, Lucie, Mazurka, roman illustré de nombreuses photographies du film, Paris, Jules Tallandier, coll. « Cinéma-Bibliothèque » (no 718), 1936, 94 p.
- Derain, Lucie (ill. Christine Cappon), Le Dictateur, Paris, J. Melot, coll. « Romanfilm », 1946, 30 p.

### Articles
Une liste de grande ampleur est disponible sur le site de Calindex.
- Derain, Lucie, « Un grand décorateur: Lochakoff », Cinéa. Ciné pour tous, no 28,‎ 1er janvier 1925
- Derain, Lucie, « Les bons artisans du cinéma. Nos décorateurs de films français. Boris Bilinsky », Cinématographie française,‎ 1er octobre 1927
- Derain, Lucie, « L’art moderne à l’écran. Décoration, architecture sous les lumières », Cinémagazine, no 4,‎ 27 janvier 1928
- Derain, Lucie, « Masques et visages », Cinémagazine, no 23,‎ 8 juin 1928 (lire en ligne)
- Derain, Lucie, « Une grande première cinématographique : le chanteur de jazz », La cinématographie française, no 535,‎ 2 février 1929, p. 16
- Derain, Lucie, « La ville au cinéma. Les poètes de la ville. Les beautés, les laideurs et le mystère des villes », Cinémagazine, no 8,‎ 22 février 1929, p. 319-321
- Derain, Lucie, « La Faune du plaisir, ou... Nouvelles boîtes de jour et de nuit... », Vu,‎ 31 décembre 1930, p. 1452-1455
- Derain, Lucie, « Les affiches de cinéma – polychromie pour blancs et noirs », Arts et métiers graphiques, no 22,‎ 15 mars 1931, p. 201-205
- Derain, Lucie, « Mam'zelle Nitouche », Cinémonde,‎ 18 juin 1931 (lire en ligne)
- Derain, Lucie, « Ce que fut la brillante et brève carrière de Janie Marèze », Cinémonde,‎ 27 août 1931 (lire en ligne)
- Derain, Lucie, « Fleurs nouvelles du jardin français », Cinémonde,‎ 26 janvier 1933 (lire en ligne)